# Julian Lage
Julian Lage (25 de diciembre de 1987) es un guitarrista y compositor estadounidense. Se le considera un guitarrista prodigio y uno de los mejores de su generación.

## Biografía

### Carrera artística
Un niño prodigio, Lage fue el tema del cortometraje documental de 1996 Jules at Eight. A los 12, actuó en los Premios Grammy 2000. Tres años más tarde, se convirtió en miembro de Stanford Jazz Workshop en la Universidad de Stanford. Con una formación clásica en el Conservatorio de Música de San Francisco, también ha estudiado en la Universidad Estatal de Sonoma y en el Colegio de Música Ali Akbar. Se graduó del Berklee College of Music en 2008.
El 24 de marzo de 2009, EmArcy lanzó su álbum debut Sounding Point con críticas favorables. Fue nominado para el premio Grammy 2010 al Mejor Álbum de Jazz Contemporáneo. Su segundo álbum, Gladwell, fue publicado el 26 de abril de 2011 con críticas positivas. Su primer álbum acústico en solitario, World's Fair, fue lanzado el 2 de marzo de 2015, y su cuarto álbum, Arclight, fue llevado al público el 11 de marzo de 2016.
Ha trabajado en un trío con Scott Colley y el baterista Kenny Wollesen y ha grabado álbumes a dúo con los guitarristas Chris Eldridge, Gyan Riley y Nels Cline. Para el álbum del dúo de guitarras de 2017 Mount Royal, Lage y Eldridge recibieron una nominación al Grammy al Mejor Álbum Instrumental Contemporáneo.
Actualmente es miembro de la facultad en el Conservatorio de Música de Nueva Inglaterra.

### SquintandView With a Room(2021-presente)
El 17 de marzo de 2021, se anunció la firma de un contrato con Blue Note Records. Junto con la firma del contrato, se anunció que su lanzamiento debut en el sello titulado Squint se lanzaría el 11 de junio. El sencillo principal «Saint Rose» también fue lanzado ese día.  El 9 de abril se publicó el segundo sencillo «Boo's Blues». El 30 de abril se publicó el tercer sencillo «Etude». El cuarto sencillo «Familiar Flower» fue lanzado el 21 de mayo.
El segundo disco de Lage en Blue Note, titulado View With a Room, fue lanzado el 16 de septiembre de 2022 El sencillo principal «Auditorium» fue lanzado el 21 de junio. «Word for Word», el segundo sencillo, fue lanzado el 13 de julio. El tercer sencillo «Tributary» fue lanzado el 10 de agosto. El cuarto sencillo, «Chavez», fue lanzado el 31 de agosto.
En marzo de 2023, Lage publicó el EP The Layers, integrado por seis composiciones originales grabadas durante las mismas sesiones de View with a room, en trío con Jorge Roeder en contrabajo, Dave King en batería y Bill Frisell en guitarra.
En marzo de 2024, siempre por Blue Note, Lage lanzó Speak to Me, nuevo disco de estudio que incluye trece temas compuestos durante los primeros meses de 2023.

## Discografía

### Como líder
- Sounding Point (EmArcy, 2009)
- Gladwell (EmArcy, 2011)
- Close to Picture EP with Chris Eldridge (Modern Lore, 2013)
- Free Flying with Fred Hersch (Palmetto, 2013)
- Avalon with Chris Eldridge (Modern Lore, 2014)
- Room with Nels Cline (Mack Avenue, 2014)
- World's Fair (Modern Lore, 2015)
- Arclight (Mack Avenue, 2016)
- Live in Los Angeles EP (Mack Avenue, 2017)[21]
- Mount Royal with Chris Eldridge (Free Dirt, 2017)[22][23]
- Modern Lore (Mack Avenue, 2018)
- Love Hurts (Mack Avenue, 2019)
- Squint (Blue Note, 2021)
- View with a Room (Blue Note, 2022)
- The Layers (EP) (Blue Note, 2023)
- Speak to Me (Blue Note, 2024)

### Como acompañante
Con Gary Burton
- Generations (Concord Jazz, 2004)
- Next Generation (Concord Jazz, 2005)
- Common Ground (Mack Avenue, 2011)
- Guided Tour (Mack Avenue, 2013)

Con John Zorn
- Midsummer Moons (Tzadik, 2017)
- Insurrection (Tzadik, 2018)
- Salem 1692 (Tzadik, 2018)
- The Book Beri'ah (Tzadik, 2018)
- Nove Cantici Per Francesco D'Assisi (Tzadik, 2019)
- Virtue (Tzadik, 2020)
- Songs for Petra (Tzadik, 2020)
- Teresa De Ávila (Tzadik, 2021)
- Parables (Tzadik, 2021)
- New Masada Quartet (Tzadik, 2021)
- A Garden Of Forking Paths (Tzadik, 2021)
- Incerto (Tzadik, 2022)
- New Masada Quartet Volume Two (Tzadik, 2023)
- Multiplicities II (Tzadik, 2023)
- Quatrain (Tzadik, 2023)
- Full Fathom Five (Tzadik, 2023)
- Homenaje A Remedios Varo (Tzadik, 2023)
- Nothing Is As Real As Nothing (Tzadik, 2023)
- Her Melodious Lay (Tzadik, 2024)
- Lamentations (Tzadik, 2024)
- New Masada Quartet, Vol. 3 (Tzadik, 2024)

Con otros artistas
- Terri Lyne Carrington, More to Say (E1, 2009)
- Nels Cline, Lovers (Blue Note, 2016)
- Nels Cline, Currents, Constellations (Blue Note, 2018)
- Kris Davis, Duopoly (Pyroclastic, 2016)
- Virgil Donati, Ruination (Gildon Music, 2019)
- Dave Douglas, Uplift Twelve Pieces for Positive Action (Greenleaf Music, 2018)
- Taylor Eigsti, Lucky to Be Me (Concord Jazz, 2006)
- David Grisman, Dawg Duos (Acoustic Disc, 1999)
- Eric Harland, Voyager: Live by Night (Space Time, 2011)
- Eric Harland, Vipassana (GSI, 2014)
- Jesse Harris, No Wrong No Right (Dangerbird, 2015)
- Charles Lloyd, 8: Kindred Spirits (Live from the Lobero) (Blue Note, 2020)
- Sophie Milman, in the Moonlight (E1, 2011)
- Yoko Ono, Take Me to the Land of Hell (Chimera Music, 2013)
- Dayna Stephens, Today Is Tomorrow (Criss Cross, 2012)
- Dayna Stephens, Peace (Sunnyside, 2014)

## Premios y nominaciones
| Año  | Obra nominada                   | Evento                             | Otorgar                                | Resultado |
| ---- | ------------------------------- | ---------------------------------- | -------------------------------------- | --------- |
| 2010 | Sounding Point                  | premios Grammy                     | Mejor Álbum de Jazz Contemporáneo      | Nominado  |
| 2018 | Mount Real (con Chris Eldridge) | premios Grammy                     | Mejor Álbum Instrumental Contemporáneo | Nominado  |
| 2018 | Mount Real (con Chris Eldridge) | Premios de la música independiente | Mejor Álbum Instrumental               | Ganador   |
| 2019 | Modern Lore                     | premios Grammy                     | Mejor Álbum Instrumental Contemporáneo | Nominado  |